# یواس‌آرسی همیلتون (۱۸۷۱)
یواس‌آرسی همیلتون (۱۸۷۱) (به انگلیسی: USRC Hamilton (1871)) یک کشتی بود که طول آن 137' بود.